# إليزر روت
إليزر روت هو محامي وسياسي أمريكي، ولد في 6 مارس 1802 في كانان في الولايات المتحدة، وتوفي في 25 يوليو 1887. انتخب عضو جمعية ولاية ويسكونسن ‏.